# فهرست پرچم‌ها

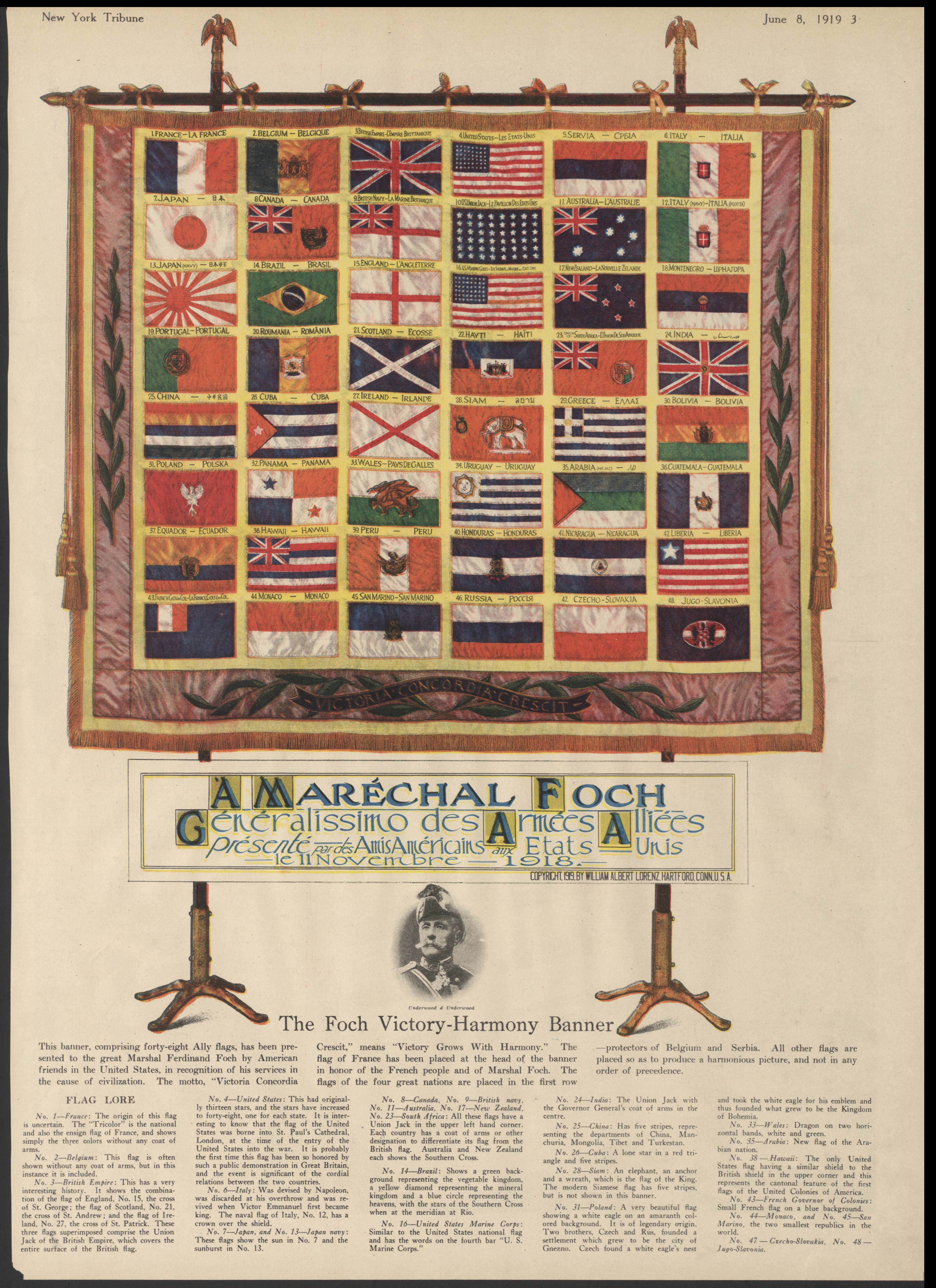
پرچم‌های مارشال فوچ بنر پیروزی-هارمونی ۸ ژوئن ۱۹۱۹

این مجموعه‌ای از فهرست‌های پرچم‌ها، شامل پرچم‌های ایالت‌ها یا سرزمین‌ها، گروه‌ها یا جنبش‌ها و افراد منفرد است. همچنین فهرستی از پرچم‌های تاریخی و نگارخانه‌های پرچم نظامی وجود دارد. بسیاری از تصاویر پرچم در ویکی‌انبار هستند.

## در ویکی‌پدیا
- نگارخانه پرچم کشورهای مستقل
- فهرست پرچم‌های تقسیمات کشوری
- فهرست پرچم‌های شهر
- فهرست پرچم‌ها بر پایه طرح
- فهرست پرچم‌های ملی بر پایه طرح
- فهرست پرچم‌های ملی بر پایه نسبت ابعاد
- فهرست پرچم‌ها بر پایه رنگ
- فهرست پرچم‌ها بر پایه تعداد رنگ‌ها
- فهرست پرچم‌ها بر پایه ترکیب رنگ
- نگارخانه پرچم سرزمین‌های وابسته
- پرچم‌های زیرمجموعه‌های کشور
- گاه‌شماری پرچم کشورها
- رمز بین‌المللی پرچم در کشتی‌ها
- فهرست پرچم‌های دریایی

## در ویکی‌انبار
- نگارخانه پرچم‌ها بر پایه طرح
- رده:پرچم
- فهرست تقسیمات کشوری
- فهرست پرچم‌های تاریخی بر پایه سال

### ایالت‌ها یا سرزمین‌ها
- پرچم ایالت‌های منقرض شده
- پرچم‌های شهر
- پرچم‌های پایتخت
- پرچم‌های نجومی
- پرچم کشورهای ناشناس

### دسته‌بندی در مورد پرچم‌ها
- پرچم‌ها بر پایه محتوا
- پرچم‌ها بر پایه کشور
- تقسیمات پرچم
- عناصر پرچم
- پرچم‌های زیرمجموعه کشور
- پرچم‌های تاریخی
- پرچم‌های ایالتی
- پرچم‌ها و پرچم‌های دولتی
- پرچم‌های خاص و تخیلی
- پرچم‌های ارتش و نیروی زمینی
- پرچمداران نیروی هوایی
- پرچمداران نیروی مرزی و گارد ساحلی
- پرچم‌های وزارت دفاع
- جک‌های دریایی
- پرچم‌های دریایی
- پرچم‌های پلیس
- نشان‌های هوایی غیرنظامی
- پرچم‌های نیروی دریایی غیرنظامی و تجاری
- پرچم و پرچم قایق خلبانی
- پرچم و پرچم قایق بادبانی
- پرچم‌های سازمان‌های بین‌المللی

### گروه‌ها یا جنبش‌ها
- پرچم‌های فرهنگی و قومی
- پرچم جنبش‌های فعال خودمختار و تجزیه طلب
- پرچم‌های بومیان آمریکا در ایالات متحده
- پرچم‌های بومیان کانادا
- پرچم‌های مردم فرانسه زبان آمریکای شمالی
- پرچم‌های سیاسی
- پرچم‌های مذهبی
- پرچم‌های بین‌المللی
- نمادهای هویت جنسی (از جمله پرچم)
- پرچم‌های ریزملت‌ها

### استانداردهای شخصی
- رئیس استانداردهای دولتی

### پرچم‌های تاریخی
- پرچم‌های تاریخی
- پرچم‌های یوگسلاوی
- پرچم‌های جمهوری شوروی
- پرچم‌های تاریخی بر پایه کشور

### نگارخانه‌های پرچم نظامی
- پرچم‌های نیروهای مسلح ایالات متحده